# Municipio de Montgomery (condado de Hickory)
El municipio de Montgomery (en inglés: Montgomery Township) es un municipio ubicado en el condado de Hickory en el estado estadounidense de Misuri. En el año 2010 tenía una población de 284 habitantes y una densidad poblacional de 2,65 personas por km².

## Geografía
El municipio de Montgomery se encuentra ubicado en las coordenadas 38°0′42″N 93°27′14″O / 38.01167, -93.45389. Según la Oficina del Censo de los Estados Unidos, el municipio tiene una superficie total de 107.17 km², de la cual 106,9 km² corresponden a tierra firme y (0,25 %) 0,27 km² es agua.

## Demografía
Según el censo de 2010, había 284 personas residiendo en el municipio de Montgomery. La densidad de población era de 2,65 hab./km². De los 284 habitantes, el municipio de Montgomery estaba compuesto por el 98,24 % blancos, el 1,06 % eran amerindios, el 0,35 % eran isleños del Pacífico y el 0,35 % eran de una mezcla de razas. Del total de la población el 0 % eran hispanos o latinos de cualquier raza.